# SPAQUE
SPAQUE est une société anonyme – Organisme d’intérêt public (OIP) créée le 13 mars 1991 
par la Région wallonne, chargée de la réhabilitation, pour le compte de la Wallonie, de décharges et de friches industrielles polluées ainsi que de la gestion de tout sol contaminé. Son siège social est à Liège.
SPAQUE est intervenue, à des stades divers, sur plusieurs centaines de sites (friches industrielles, décharges, dépôts de pneus) répartis sur toute la Wallonie.
Ses interventions :
- de l'approche historique d'une friche industrielle polluée à sa réhabilitation en passant, notamment, par les investigations des sols (orientation, caractérisation, volumétries, faisabilité). Pour ce faire, SPAQUE travaille dans les domaines de l’ingénierie, la chimie, la géologie, la biologie, l’archéologie, l’architecture, l’urbanisme, le droit, la géomatique, etc. inventaire des sites potentiellement pollués de Wallonie et développement de projets dans les énergies alternatives : éolien, photovoltaïque, hydroélectricité, etc.
- au travers de ses filiales, acteur du secteur de la collecte, du traitement et du recyclage des déchets inertes et de construction.

## Activités
- Dépollution des sols [2]
- Environnement - conseil et contrôle
- Réhabilitation de friches industrielles [3]
- Réhabilitation de décharges [4]
- Étude des risques [5]
- Investigations des sols
- Interventions d’urgence sur sols pollués [6]
- Gestion des installations de traitement des eaux polluées
- Analyses environnementales
- Environnement - services
- Ré-urbanisation et reconversion de friches industrielles [7]
- Surveillance environnementale
- Etude Pollusol 2 [8]
- Projet européen RAWFILL